# Airbus A330neo
Airbus A330neo ("neo" nghĩa là Tùy chọn "Động cơ Mới") là một dòng máy bay phản lực thân rộng được phát triển bởi Airbus từ phiên bản Airbus A330 (nay là A330ceo – "Tùy chọn Động cơ Hiện tại").
Các hãng hàng không sở hữu những chiếc A330 hiện đã yêu cầu một phiên bản mới với động cơ hiện đại có thể so sánh với những động cơ được phát triển cho Boeing 787. Nó được ra mắt vào ngày 14 tháng 7 năm 2014 tại Triển lãm hàng không Farnborough, hứa hẹn tiết kiệm nhiên liệu tốt hơn 14% cho mỗi ghế. Nó sẽ độc quyền sử dụng động cơ Rolls-Royce Trent 7000. Hai phiên bản của nó dựa trên A330-200 và A330-300: A330-800 với tầm bay 8.150 nmi (15.090 km) với sức chứa 257 hành khách trong khi -900 có tầm bay 7.200 nmi (13.330 km) với sức chứa 287 hành khách. Chuyến bay đầu tiên -900 được thực hiện vào ngày 19 tháng 10 năm 2017, đã nhận được chứng nhận loại EASA vào ngày 26 tháng 9 năm 2018 và được giao cho TAP Air Portugal vào ngày 26 tháng 11.

## Bối cảnh
Sau thành công của dòng máy bay 2 động cơ thân rộng A330ceo, Airbus tiếp tục nghiên cứu và cho ra mắt dòng A330neo với nhiều cải tiến mới về khí động học cùng thiết kế nội thất kiểu mới Airspace hứa hẹn đem lại hiệu quả khai thác hơn phiên bản hiện tại cũng như mang lại trải nghiệm tốt hơn cho hành khách.

## Thiết kế
A330neo được nói là đem lại hiệu quả khai thác tốt hơn dòng A330ceo nhờ chi phí khai thác thấp hơn do tiêu thụ nhiên liệu ít hơn, điều này có được là nhờ những cải tiến về khí động học với đầu cánh được bẻ cong cảm hứng từ dòng máy bay A350 giúp tăng chiều dài sải cánh, làm tăng lực nâng và giảm lực cản.
Bên cạnh đó, động cơ mới Rolls-Royce Trent 7000 có kích thước lớn hơn động cơ Trent 700 trên các dòng A330 hiện tại, đem lại hiệu suất cao hơn. Airbus ước tính dòng A330-900neo có chi phí nhiên liệu trên mỗi chuyến bay thấp hơn 12% so với A330-300.
Thiết kế nội thất bên trong cũng là 1 sự khác biệt trên A330neo, Airbus đã tối ưu hóa thiết kế cabin giúp tăng số lượng hành khách chuyên chở nhưng vẫn tạo được sự thoải mái, tiện lợi cho hành khách không kém các dòng máy bay hiện đại như A350 XWB hay Boeing 787. Airbus tuyên bố chi phí nhiên liệu trên mỗi ghế của A330neo thấp hơn 14% so với các phiên bản A330 hiện tại

## Biến thể

### A330-800neo
A330-800 vẫn giữ nguyên chiều dài thân của A330-200 với cabin được tối ưu hóa có ghế hạng phổ thông rộng 18 inch. A330-800 có tầm bay 13.900 km với 257 hành khách (tối đa 406 hành khách). Vì các biến thể có chung 99% nên việc phát triển A330-800 nhỏ hơn có chi phí bổ sung không đáng kể.
Nhu cầu về A330-800 bị hạn chế bởi giá nhiên liệu thấp và thực tế là những chiếc A330-200 mà nó có thể thay thế sau năm 2020 vẫn còn non trẻ (trung bình 9 năm). Những chiếc Boeing 767-300 / 400 mà A330-800 có thể thay thế đã 15 năm tuổi, và trong khi Boeing xem xét việc khởi động lại sản xuất 767-300ER, chủ yếu là tạm thời cho các hãng American Airlines và United Airlines. Trước khi giới thiệu Boeing NMA, dự kiến không sớm hơn năm 2027, 95 nhà khai thác A330 mang đến cơ hội và các hãng hàng không giá rẻ bay đường dài có thể quan tâm đến việc bố trí cấu hình 3-3-3 cho 386 ghế trên quãng đường 11.100–12.000 km với trọng lượng cất cánh tối đa 251 tấn, nhiều hơn 930 km so với một chiếc Boeing 787-8 có tải trọng tương tự và nhiều hơn 30 ghế.
So với đối thủ Boeing 787-8 khai thác cùng dòng động cơ, A330-800 có nhược điểm là 1% nhiên liệu cho mỗi chuyến đi (−5% vì nặng hơn nhưng + 4% cho sải cánh dài hơn) nhưng tiêu thụ nhiên liệu ít hơn 4% cho mỗi chỗ ngồi với thêm 13 chỗ ở cấu hình 2-4-2 và ít hơn 8% với 27 chỗ ngồi hơn ở cấu hình 3-3-3 và lối đi rộng 43 cm.
A330-800 được Cơ quan an toàn hàng không liên minh Châu Âu (EASA) cấp giấy chứng nhận vào ngày 13 tháng 2 năm 2020.
Kuwait Airways là hãng đầu tiên khai thác từ tháng 3/2020.

### A330-900neo
A330-900 vẫn giữ nguyên chiều dài thân của A330-300. Tối ưu hóa cabin giúp A330-900 chở 310 hành khách với ghế hạng phổ thông rộng 18 inch.  A330-900 có tầm bay đạt 12.130 km với 287 hành khách (tối đa 440).
Điều này vượt quá giới hạn lối ra tối đa 440 chỗ ngồi hiện có mà chứng chỉ loại cho phép và yêu cầu sửa đổi cửa thoát hiểm Loại A để đáp ứng các yêu cầu thoát hiểm. Vào tháng 11 năm 2019, chỗ ngồi tối đa đã tăng lên 460 chỗ, thông qua việc lắp đặt các lối ra 'Loại A +' mới, với đường trượt sơ tán hai làn.

### Phiên bản chở hàng
Amazon (công ty) và United Parcel Service (UPS) đã thúc đẩy một phiên bản chuyên chở hàng hóa, kéo dài thân A330-900 để chở nhiều hàng hơn trong tầm bay ngắn hơn, việc những chiếc 767 và Airbus A330 đã nghỉ hưu cung cấp nhiều tiềm năng chuyển đổi. Chi phí phát triển sẽ thấp hơn so với một chương trình mới vì phần lớn kỹ thuật đã được thực hiện cho Airbus A330-200F và khối lượng chở nhiều hơn sẽ hấp dẫn hơn đối với các hãng vận tải chuyển phát nhanh.

## Các phiên bản

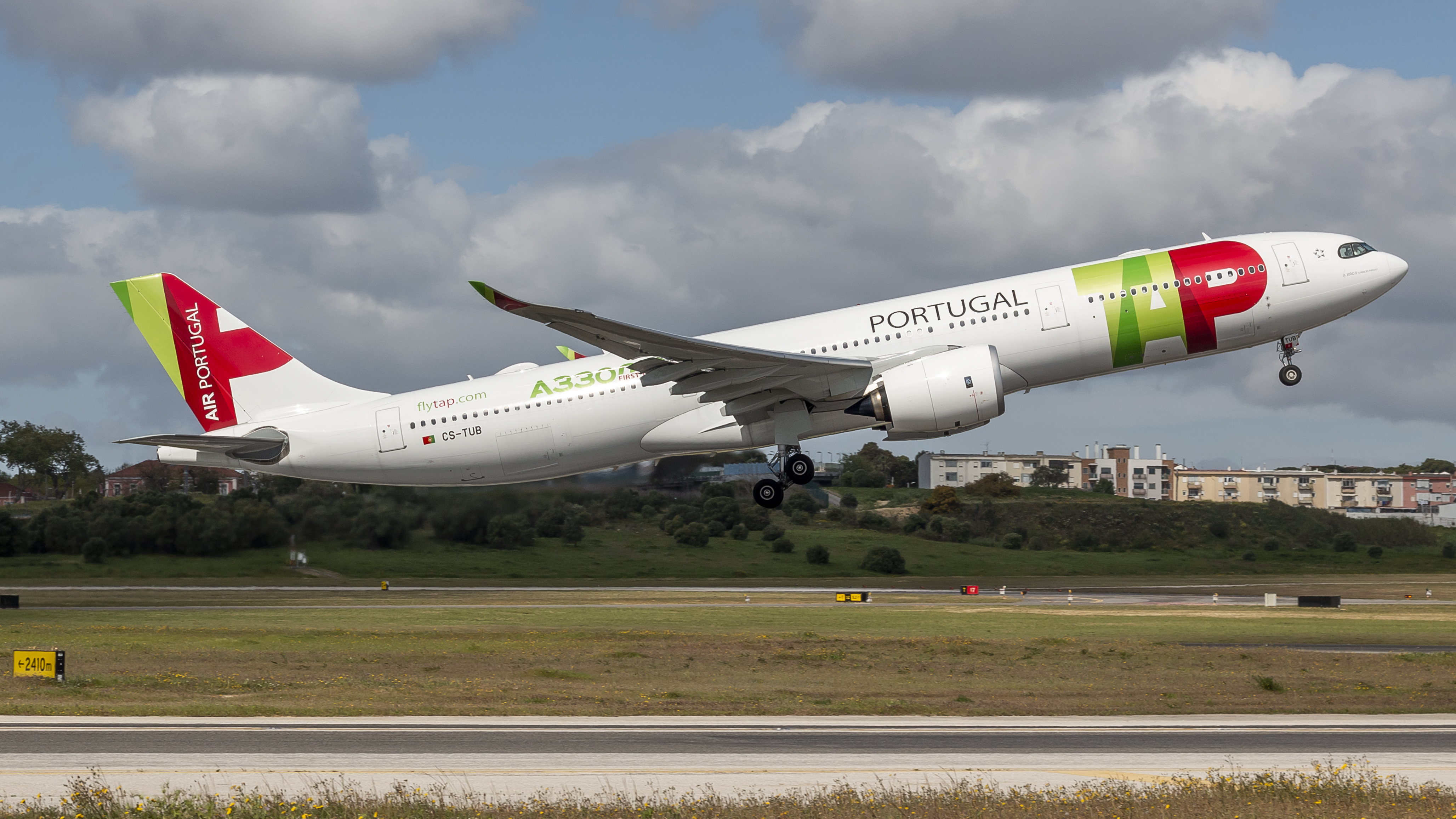
Airbus A330-900neo của TAP Portugal cất cánh tại Sân bay Lisbon Portela

Dự án Airbus A330neo được khởi động vào tháng 7/2014 với 2 phiên bản: A330-800neo và A330-900neo là các phiên bản nâng cấp lần lượt của A330-200 và A330-300. 
| Kích thước                      | Kích thước                   | Kích thước                   |
| ------------------------------- | ---------------------------- | ---------------------------- |
|                                 | A330-800neo                  | A330-900neo                  |
| Phi công                        | 2                            | 2                            |
| Chiều dài thân                  | 58.82 m                      | 63.66 m                      |
| Chiều dài cabin                 | 45m                          | 50.36 m                      |
| Chiều dài sải cánh              | 64m                          | 64m                          |
| Chiều cao                       | 17.39 m                      | 16.79 m                      |
| Chiều rộng cabin                | 5.26m                        | 5.26m                        |
| Khoảng cách ghế                 | 46 cm                        | 46 cm                        |
| Sức chuyên chở                  |                              |                              |
| Số ghế (3 hạng)                 | 220-260                      | 260-300                      |
| Số ghế (1 hạng phổ thông)       | 406                          | 460                          |
| Hiệu suất                       |                              |                              |
| Tầm bay                         | 15 094 km                    | 13 334 km                    |
| Trọng lượng cất cánh (Toàn tải) | 251 tấn                      | 251 tấn                      |
| Trọng lượng hạ cánh (Toàn tải)  | 186 tấn                      | 191 tấn                      |
| Trọng lượng khi rỗng nhiên liệu | 176 tấn                      | 181 tấn                      |
| Sức chứa hàng hoá               | 27 LD3 hoặc 8 pallet + 3 LD3 | 33 LD3 hoặc 9 pallet + 5 LD3 |
| Lượng nhiên liệu                | 139,090 L, 111,272 kg        | 139,090 L, 111,272 kg        |
| Tốc độ hành trìnhtối đa         | Mach 0.86 (918 km/h)         | Mach 0.86 (918 km/h)         |
| Độ cao tối đa                   | 41,450 ft (12,634m)          | 41,450 ft (12,634m)          |
| Động cơ (x2)                    | Rolls-Royce Trent 7000       | Rolls-Royce Trent 7000       |
| Lực đẩy động cơ (x2)            | 324 kN (cất cánh)            | 324 kN (cất cánh)            |
| Mã ICAO                         | A338                         | A339                         |

Với tất cả các thông số như trên, dòng A330neo được coi là đối thủ với các dòng Boeing 787-8 và Boeing 787-9. Các chuyên gia hàng không đánh giá chi phí khai thác của A330neo và Boeing 787 tương đương nhau, nhưng A330neo sẽ có giá bán thấp hơn.

## Các khách hàng

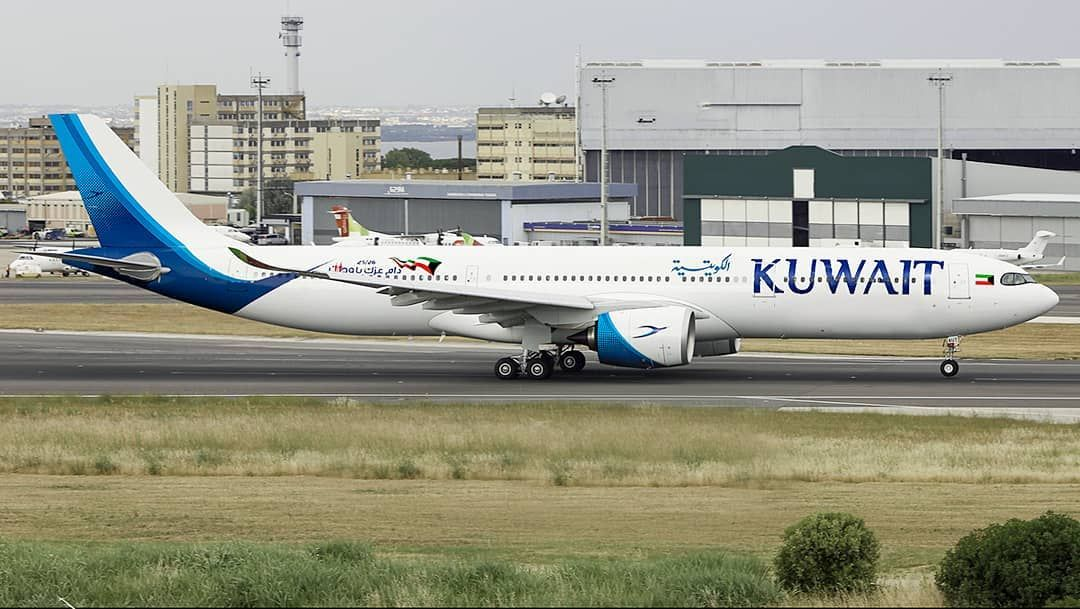
Airbus A330-800neo của Kuwait Airways

Vì có giá bán thấp hơn, A330neo nhận được nhiều sự quan tâm từ các hãng hàng không giá rẻ và các công ty cho thuê máy bay. Tính đến tháng 2 năm 2024, đã có hơn 25 khách hàng đặt mua hơn 200 chiếc A330neo.
| Ngày đặt hàng | Khách hàng              | A330-800 | A330-900 | Tổng |
| ------------- | ----------------------- | -------- | -------- | ---- |
| 15/12/2014    | AirAsia X               | —        | 15       | 15   |
| 15/10/2021    | Air Belgium             | —        | 2        | 2    |
| 5/9/2017      | Aircalin                | —        | 2        | 2    |
| 18/12/2020    | Air Greenland           | 1        | —        | 1    |
| 18/4/2019     | Air Mauritius           | —        | 2        | 2    |
| 19/12/2017    | Air Senegal             | —        | 2        | 2    |
| 13/5/2019     | Azul Brazilian Airlines | —        | 12       | 12   |
| 7/8/2024      | Cathay Pacific          | —        | 30       | 30   |
| 5/11/2019     | Cebu Pacific            | —        | 16       | 16   |
| 26/1/2020     | Citilink                | —        | 2        | 2    |
| 3/8/2021      | Condor                  | —        | 21       | 21   |
| 31/3/2021     | Corsair International   | —        | 6        | 6    |
| 21/11/2014    | Delta Air Lines         | —        | 39       | 39   |
| 28/1/2016     | Garuda Indonesia        | 4        | 14       | 18   |
| N/A           | Iberojet                | —        | 2        | 2    |
| 1/12/2021     | ITA Airways             | —        | 18       | 18   |
| 15/10/2018    | Kuwait Airways          | 4        | —        | 4    |
| 19/7/2019     | Lion Air                | —        | 8        | 8    |
| 12/12/2018    | Middle East Airlines    | —        | 4        | 4    |
| 27/12/2016    | Iran Air                | —        | 28       | 28   |
| 5/4/2019      | Uganda Airlines         | 2        | —        | 2    |
| 1/6/2022      | Starlux Airlines        | —        | 11       | 11   |
| N/A           | Sunclass Airlines       | —        | 4        | 4    |
| 13/11/2015    | TAP Air Portugal        | —        | 21       | 21   |
| 9/8/2019      | Thai AirAsia X          | —        | 2        | 2    |
| 22/2/2024     | VietJet Air             | —        | 40       | 40   |
| 1/7/2019      | Virgin Atlantic         | —        | 16       | 16   |
| Tổng cộng     | Tổng cộng               | 11       | 297      | 308  |

## Đơn đặt hàng và giao hàng

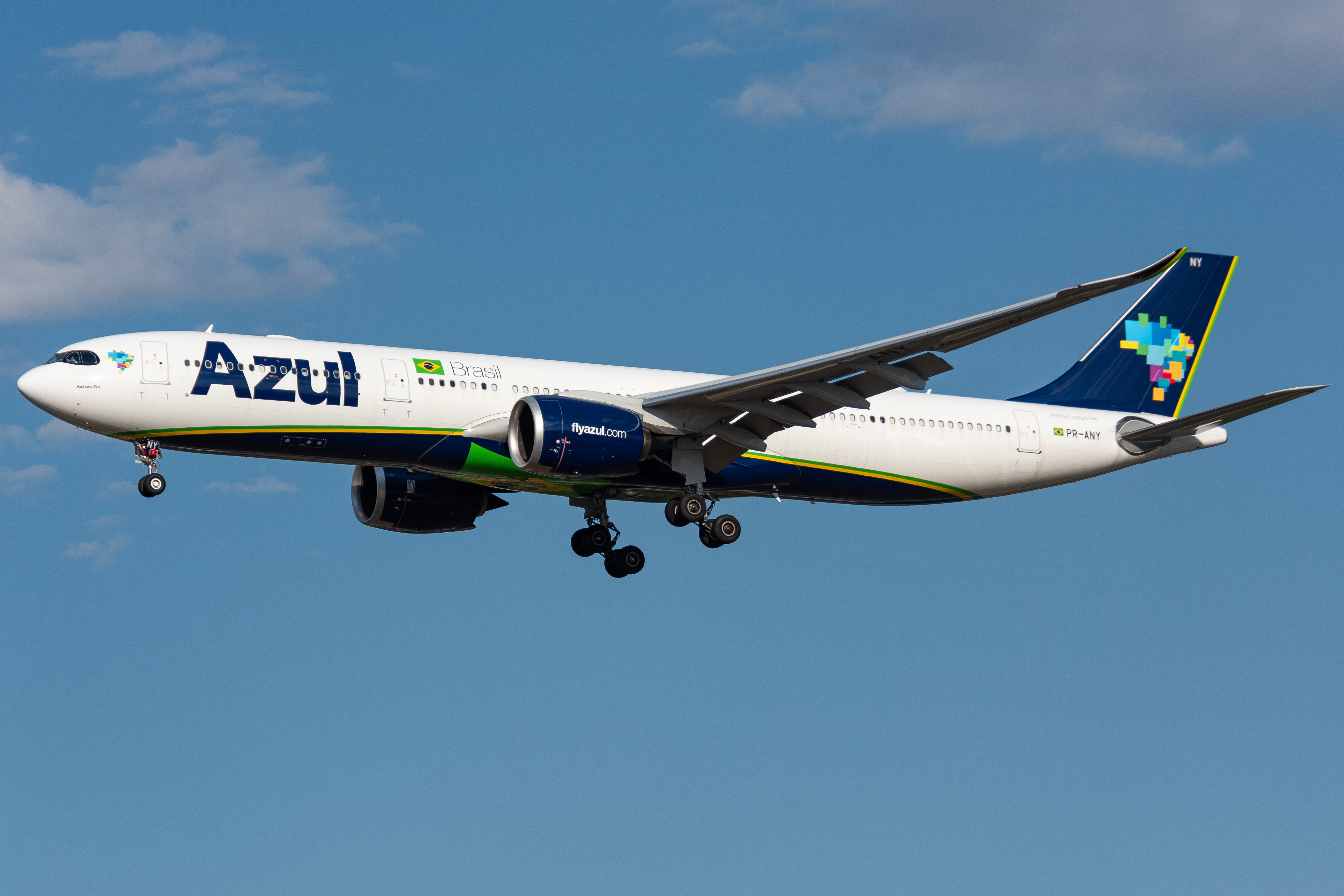
Airbus A330-900neo của Azul Brazilian Airlines

Đặt hàng
| Máy bay   | 2014 | 2015 | 2016 | 2017 | 2018 | 2019 | 2020 | 2021 | 2022 | 2023 | 2024 |
| --------- | ---- | ---- | ---- | ---- | ---- | ---- | ---- | ---- | ---- | ---- | ---- |
| A330-800  | 10   | —    | —    | -4   | 2    | 6    | 1    | —    | -4   | 1    | -4   |
| A330-900  | 110  | 52   | 42   | 10   | 16   | 93   | -7   | 22   | -51  | 7    | 75   |
| Tổng cộng | 120  | 52   | 42   | 6    | 18   | 99   | -6   | 22   | -55  | 8    | 75   |

Giao hàng
| Máy bay   | 2014 | 2015 | 2016 | 2017 | 2018 | 2019 | 2020 | 2021 | 2022 | 2023 | 2024 |
| --------- | ---- | ---- | ---- | ---- | ---- | ---- | ---- | ---- | ---- | ---- | ---- |
| A330-800  | —    | —    | —    | —    | —    | —    | 3    | 1    | 1    | 2    | —    |
| A330-900  | —    | —    | —    | —    | 3    | 41   | 10   | 11   | 22   | 27   | 24   |
| Tổng cộng | —    | —    | —    | —    | 3    | 41   | 13   | 12   | 23   | 29   | 24   |